# 박준영 (1974년)
박준영(1974년~ )은 대한민국의 변호사이다. 노화종합고등학교를 졸업하고 목포대학교 전자공학과를 중퇴하였다. 수원 노숙소녀 살인 사건, 익산 약촌오거리 택시 기사 살인 사건, 삼례 나라 수퍼 강도 치사 사건 등을 맡으며 재심 전문 변호사로 활동하고 있다. 저서로는 〈우리들의 변호사〉가 있다.

## 경력
- 2002년 사법시험 합격
- 사법연수원 35기 수료

## 출연작
- JTBC 말하는대로 13회 2016-12-21
- 채널A 아이콘택트 60회
- tvN 유 퀴즈 온 더 블럭 63화(2020년 7월 15일, 제헌절 특집)
- KBS2 옥탑방의 문제아들 144화(2021년 8월 31일)

## 저서
- 《우리들의 변호사》. 이후. 2016년 12월 15일. ISBN 9788961570893.
- 《지연된 정의》. 후마니타스. 2016년 12월 17일. ISBN 9788964372906.